# Citizen (gruppo musicale)
I Citizen sono un gruppo musicale statunitense formato nel 2009 da componenti provenienti da Detroit, Michigan, e da Toledo, Ohio.

## Formazione

### Formazione attuale
- Mat Kerekes – voce (2007-presente)
- Nick Hamm – chitarra solista, voce secondaria (2007-presente)
- Ryland Oehlers – chitarra ritmica (2007-presente)
- Eric Hamm – basso (2007-presente)
- Jake Duhaime – batteria, percussioni (2013-presente)

### Ex componenti
- Cray Wilson – batteria (2012)

## Discografia

### Album in studio
- 2013 – Youth
- 2015 – Everybody Is Going to Heaven
- 2017 – As you Please
- 2021 – Life In Your Glass World
- 2023 – Calling the Dogs

### EP
- 2011 – Young States

### Split
- 2011 – The Only Place I Know (con i The Fragile Season)
- 2012 – Citizen/Turnover (con i Turnover)